# Sophie van Vugt
Sophie van Vugt (24 april 2006) is een Nederlands voetbalster die uitkomt voor PEC Zwolle in de Eredivisie.

## Carrière
Vanaf 2012 tot de zomer van 2019 speelde ze voor haar amateurclub V.V. IJsselmeervogels, waarna ze de overstap maakte naar het beloftenteam van PEC Zwolle Op 16 oktober maakte ze haar debuut in de Eredivisie in de wedstrijd tegen Excelsior. Ze verving in de 79e minuut Danique Noordman. Van Vugt tekende haar eerste profcontract op 17 april 2024. Ze tekende een contract dat haar tot medio 2026 aan de club uit Zwolle verbindt.

### Carrièrestatistieken
| Seizoen                         | Club            | Land            | Competitie         | Competitie | Competitie | Beker | Beker | Internationaal | Internationaal | Overig | Overig | Totaal | Totaal |
| Seizoen                         | Club            | Land            | Competitie         | Wed.       | Dlp.       | Wed.  | Dlp.  | Wed.           | Dlp.           | Wed.   | Dlp.   | Wed.   | Dlp.   |
| ------------------------------- | --------------- | --------------- | ------------------ | ---------- | ---------- | ----- | ----- | -------------- | -------------- | ------ | ------ | ------ | ------ |
| 2022/23                         | PEC Zwolle      | Nederland       | Vrouwen Eredivisie | 1          | 0          | 0     | 0     | –              | –              | –      | –      | 1      | 0      |
| 2023/24                         | PEC Zwolle      | Nederland       | Vrouwen Eredivisie | 19         | 1          | 1     | 1     | –              | –              | –      | –      | 20     | 2      |
| 2024/25                         | PEC Zwolle      | Nederland       | Vrouwen Eredivisie | 11         | 2          | 0     | 0     | –              | –              | 0      | 0      | 11     | 2      |
| Carrière totaal                 | Carrière totaal | Carrière totaal | Carrière totaal    | 31         | 3          | 1     | 1     | 0              | 0              | 0      | 0      | 32     | 4      |
| Bijgewerkt tot 22 december 2024 |                 |                 |                    |            |            |       |       |                |                |        |        |        |        |

## Interlandcarrière

### Nederland onder 16
Op 17 november 2021 debuteerde Van Vugt bij het Nederland –16 in een vriendschappelijke wedstrijd tegen België –16 (7–0).
| Interlands van Sophie van Vugt | Interlands van Sophie van Vugt | Interlands van Sophie van Vugt | Interlands van Sophie van Vugt | Interlands van Sophie van Vugt | Interlands van Sophie van Vugt |
| №                              | Datum                          | Wedstrijd                      | Uitslag                        | Soort wedstrijd                | Doelpunten                     |
| Als speelster bij PEC Zwolle   | Als speelster bij PEC Zwolle   | Als speelster bij PEC Zwolle   | Als speelster bij PEC Zwolle   | Als speelster bij PEC Zwolle   | Als speelster bij PEC Zwolle   |
| ------------------------------ | ------------------------------ | ------------------------------ | ------------------------------ | ------------------------------ | ------------------------------ |
| 1.                             | 17 november 2021               | België – Nederland             | 0 – 7                          | Vriendschappelijk              | 0                              |
| 2.                             | 15 april 2022                  | Frankrijk – Nederland          | 1 – 1                          | Vriendschappelijk              | 0                              |